# Sten Widmark
Sten Gustaf Widmark, född 31 december 1882, död 1 juni 1940 i Stockholm, var en svensk ingenjör. Han var son till Gustaf Widmark.
Widmark genomgick Härnösands tekniska läroverk och därefter Kungliga Tekniska högskolan i Stockholm, varifrån han utexaminerades 1909. Han var anställd vid Stockholms Allmänna Telefon AB 1909–17 och Motorfabriken Eck i Partille 1917–19 och verkställande direktör i AB Ljus och kraft 1919–22, anställd vid Telefon AB L.M. Ericsson 1922–26 samt från sistnämnda år vid Mexikanska Telefon AB L.M. Ericsson i Mexico City. Sten Widmark är begravd på Norra begravningsplatsen utanför Stockholm.